# Pióropusznik
Pióropusznik (Matteuccia) – rodzaj w obrębie rodziny onokleowatych Onocleaceae (dawniej włączany był do rodziny nerecznicowatych Dryopteridaceae). Najczęściej zaliczany jest tu tylko jeden gatunek: pióropusznik strusi Matteuccia struthiopteris. Czasem do tego rodzaju włączane są dwa inne gatunki występujące w Azji: pióropusznik wschodni Matteuccia orientalis i M. intermedia. Jednak badania chloroplastowego genu rbcL wykazały, że pióropusznik strusi jest bardziej spokrewniony z gatunkami z rodzajów Onoclea czy Onocleopsis niż z wymienionymi dwoma gatunkami i w efekcie wyodrębniane są one do osobnego rodzaju Pentarhizidium. Alternatywnie wszystkie gatunki z rodziny onokleowatych włączane są do rodzaju Onoclea.